# Pod Papugami (album)
Pod Papugami – solowy album Macieja Maleńczuka wydany w 1989 roku.

## Lista utworów
1. St. James Infirmary
2. W tym mieście trudno jest żyć
3. Pan Maleńczuk
4. Pierwszy dzień w pudle
5. Recydywa i ja
6. Jamajka
7. Ramblin’ on My Mind
8. Edek Leszczyk
9. Józef Kania
10. Luty 1989
11. Armia
12. Proszę pani